# Hugo Lous Mohr
Hugo Lous Mohr, född den 27 september 1889 i Mandal, död den 20 februari 1970 i Oslo, var en norsk målare, bror till Bjarne och Otto Lous Mohr och far till Jan Mohr.
Lous Mohr blev 1916 elev till Henrik Sørensen, och studerade mellan 1918 och 1925 medeltida och renässanskonst, särskilt fresker, i Frankrike, Spanien, Italien, Tyskland och Nederländerna. Särskilt satte Matthias Grünewald och El Greco spår i hans expressiva, starkt känslobetonade konst med sin spänningsfyllda dramatik och drag av religiös mystik, som fick sitt första starka uttryck i fresk-utsmyckningen av Johanneskirkens församlingshus i Bergen (1924).
Från 1925 bodde han flera år i Volda, och här kom bilder som Kornskurden, Slåttekaren och Høstarbeid till, liksom Nasjonalmuseet/Nasjonalgalleriets Frosset fjell (alla från 1927). 1932 dekorerade han korväggen i Volda kyrka. Från denna tid härstammar också uttrycksfulla arbeten som porträttet av sonen Bjart (1930) och Skjærgård (1936), båda i Nasjonalmuseet/Nasjonalgalleriet, och Lomseggen (1934).
Mellan 1935 och 1949 arbetade han med takdekorationerna i Oslo domkyrka (tempera), ett arbete som till idén bygger på de tre trosartiklarna och som samtidigt illustrerar de bibliska berättelserna från skapelsen till Kristi uppståndelse och himmelsfärd. Han var 1945–1948 ordförande i Nasjonalgalleriets råd, och hade statlig konstnärslön från 1952.